# ریچموند هیل (کوئینز)
ریچموند هیل (به انگلیسی: Richmond Hill) یک منطقهٔ مسکونی در ایالات متحده آمریکا است که در کویینز واقع شده‌است. ریچموند هیل ۶۲٬۹۸۲ نفر جمعیت دارد.